# Entremés
Entremés (spanska, av latinets intermedium, mellantid) är en dramatisk genre. 
I medeltids- och renässansdramat fungerade den, som namnet säger, som mellanspel. Dylika finns omtalade i Spanien redan under 1400-talets början. Troligen förstods därmed ursprungligen varje art av mindre drama, dans eller mimiskt upptåg, som avbröt föreställningen av ett religiöst drama, liksom vid middagen mellanrätten avlöste serveringen av de stora stekarna (ordet stammar nämligen liksom fars troligen från köksspråket). Sedermera blev det ungefär liktydigt med fars, således ett kortare drama av burleskt komiskt innehåll. Under mitten av 1500-talet kallades dessa stycken oftast pasos (så hos Lope de Rueda). Mer allmänt tycks bruket av entremeses ha blivit först genom Juan de Timoneda (Entremés de un ciego, un mozo y un pobre, 1563). Under det spanska dramats blomstring från och med Lope de Vega förekommer alltid dylika mellanspel i både de världsliga och de religiösa dramerna. Från och med mitten av 1600-talet uppdyker benämningen sainete vid sidan om entremés och avlöser efter hand denna. Både Lope de Vega och Calderón skrev dylika små dramer, och en verklig specialist på arten var Luis Quiñones de Benavente.